# Stomatološka fakulteta v Beogradu
Stomatološka fakulteta (izvirno srbsko Стоматолошки факултет у Београду), s sedežem v Beogradu, je fakulteta, ki je članica Univerze v Beogradu.